# Bloque (groupe)
Pour les articles homonymes, voir Bloque.
Bloque est un groupe de rock espagnol, originaire de Torrelavega, Cantabria.

## Biographie
Bloque est formé à Torrelavega et Santander (Cantabria) en 1973, et se compose de Luis Pastor, Juan José Respuela, Sixto Ruiz et Paco Baños. Musicalement, il s'inspire de groupes comme The Allman Brothers Band, Yes et King Crimson.  Avec l'arrivée du claviériste Juan Carlos Gutiérrez, ils trouvent le style musical qui les caractérise, dans lequel les soli se détachent des deux guitares de Respuela et Ruiz, à la manière du Allman Brothers Band.
Leurs premiers grands concerts s'effectuent aux festivals de León et Burgos, ainsi qu'en Catalogne, au Nadal Rock. Plus tard, ils se produisent sur le célèbre site de rock M&M de Madrid, et au programme Voces a 45 sur TVE. À la suite de cette série d'événements, Chapa Discos, un label appartenant au label Zafiro, les signe et publie leur premier album studio homonyme en 1978, produit par Vicente Romero et Luis Soler. De l'album, enregistré en seulement cinq jours, deux singles sont extraits, La Libre Creación/Nostalgia et Undécimo Poder/Abelardo y Eloísa. L'année suivante, en 1979, ils publient Hombre, tierra y alma.
En 1980, El Hijo del alba est publié et comprend deux singles que sont El Hijo del alba/La Razón natural et Quimérica laxitud/Danza del Agua. Enfin, ils publient un dernier album, intitulé Música para la libertad en 1981. Il comprend aussi deux singles, Detenidos en la Materia/Mágico y salvaje et Sólo sentimiento/Detenidos en la materia. Le groupe se dissout en l'année 1983. 
En 2008, ils se regroupent pour jouer au Festival del Lago avec Imán Califato Independiente et Gwendal. Après cette performance, ils se réunissent pour célébrer un concert à Santander avec des groupes tels que Danza Invisible, Soil y Pimp Sessions et Achtung Babies.

## Membres
- Luis Pastor - basse
- Juan José Respuela - guitare acoustique, guitare électrique, chant
- Sixto Ruiz - guitare acoustique, guitare électrique, chant
- Paco Baños - batterie
- Juan Carlos Gutiérrez - chant, claviers

## Discographie

### Albums studio
- 1978 : Bloque
- 1979 : Hombre, tierra y alma
- 1980 : El hijo del alba
- 1987 : Música para la libertad
- 1999 : En directo